# RV12P2000

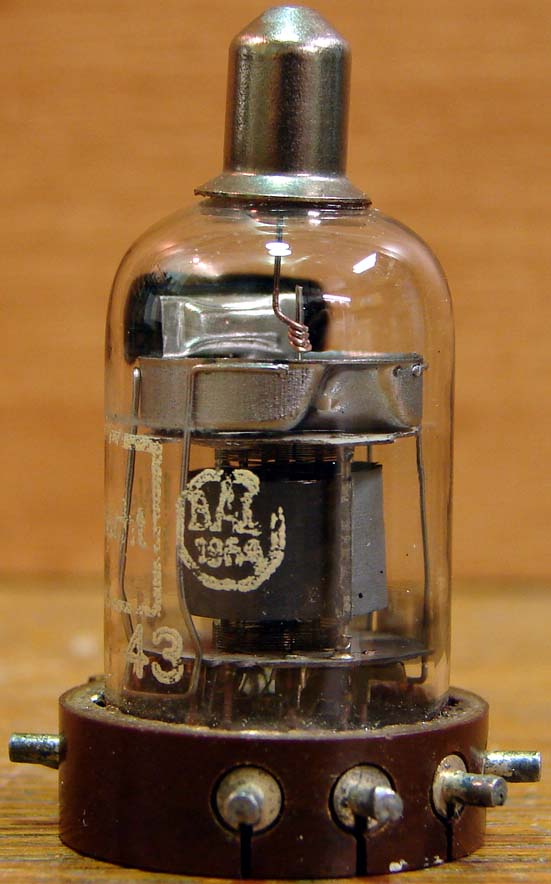
Lampa RV12P2000

RV12P2000 – niemiecka pentoda uniwersalna, wypuszczona na rynek w 1937 roku na potrzeby Wehrmachtu. Produkowana była i stosowana powszechnie podczas II wojny światowej, a także po jej zakończeniu (np. w VEB RWN Neuhaus /NRD/ aż do lat 60. XX w.). Po wojnie znalazła również zastosowanie cywilne, m.in. w radioodbiornikach niemieckiej firmy Grundig oraz w pierwszym polskim odbiorniku radiowym Srebrny Ton. Odmianą tej lampy o zmienionej konstrukcji siatki sterującej jest lampa oznaczona jako RV12P2001. Elektrycznym odpowiednikiem tej lampy jest posiadająca inny cokół lampa radziecka 12Ж1Л, produkowana również w Polsce przez Telam pod oznaczeniem 12Ż1Ł.

## Dane techniczne

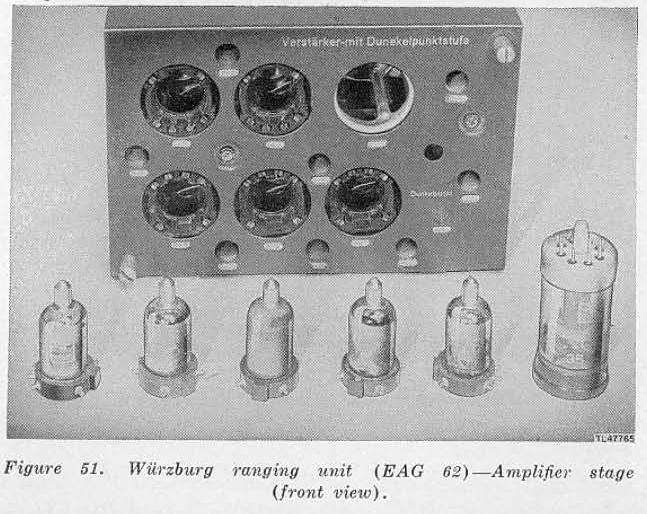
Lampy RV12P2000 (5 szt. z lewej), w głębi wzmacniacz radarowy Würzburg z widocznymi wolnymi podstawkami lampowymi

Żarzenie:
- napięcie żarzenia – 12,6 V
- prąd żarzenia – 0,075 A

| Parametr                        | Wartość  |
| ------------------------------- | -------- |
| napięcie anodowe                | 210 V    |
| prąd anodowy                    | 2 mA     |
| nachylenie charakterystyki (Sa) | 1,5 mA/V |
| napięcie siatki pierwszej       | –2,3 V   |
| napięcie siatki drugiej         | 75 V     |
| współczynnik amplifikacji (Ka)  | 2000 V/V |

| Parametr                | Wartość |
| ----------------------- | ------- |
| napięcie anodowe        | 220 V   |
| moc tracona na anodzie  | 1 W     |
| prąd katodowy           | 4 mA    |
| napięcie siatki drugiej | 140 V   |
| częstotliwość           | 300 MHz |